# Antonio de Solís
Antonio de Solís y Ribadeneyra (Alcalá de Henares, 1610 – Madrid, 19 aprile 1686) è stato un drammaturgo e storico spagnolo.

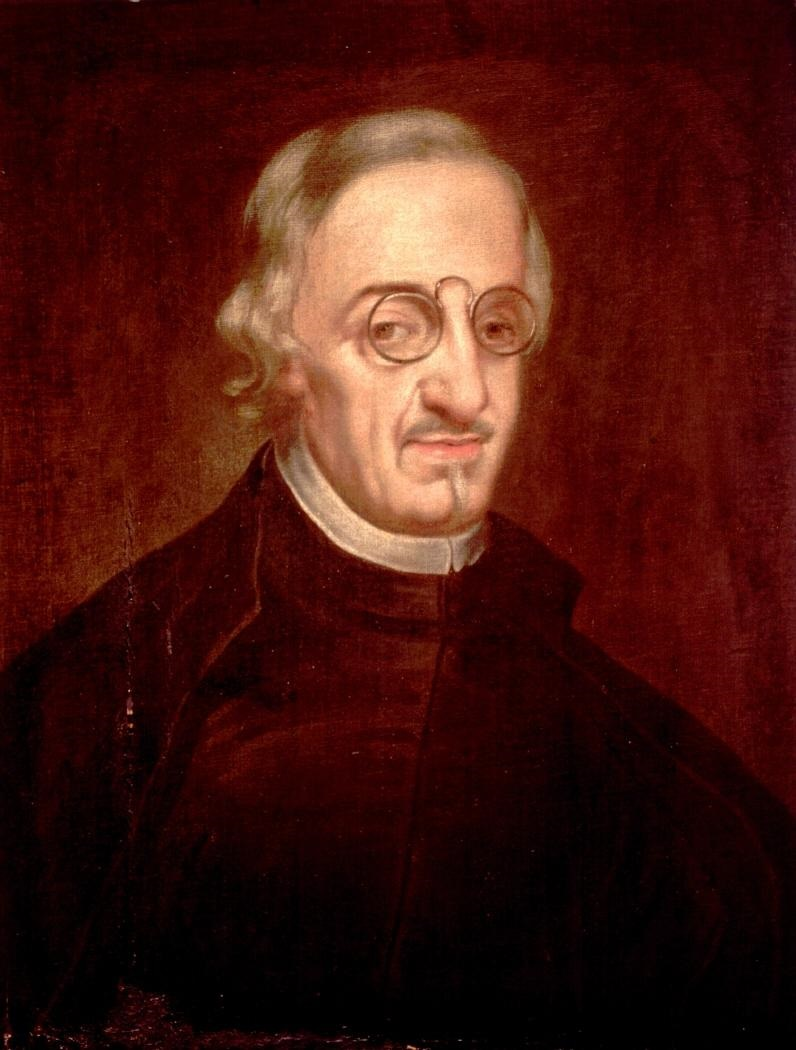
Antonio de Solís y Rivadeneyra (c.1660), attribuito a Juan de Alfaro y Gámez. Museo Lázaro Galdiano, Madrid.

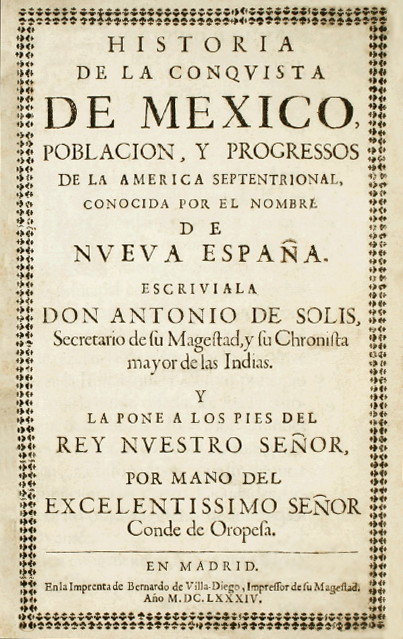
Historia de la conquista de México. Madrid: 1684.

Autore di opere in prosa e versi, è considerato l'ultimo grande autore della letteratura barocca spagnola.

## Biografia
Nacque ad Alcalá de Henares (o, lmeno probabilmente, a Plasencia). Studiò legge a Salamanca, dove scrisse una commedia intitolata Amore e obblighi, che venne rappresentata nel 1627. Divenne segretario del conte di Oropesa, e nel 1654 venne nominato segretario di stato e personale di Filippo IV. Successivamente ottenne l'incarico lucrativo di cronista delle Indie, e, nell'assumere l'incarico, nel 1671, tagliò i ponti con il palcoscenico. Morì a Madrid il 19 aprile 1686.

## Opere
Delle sue dieci opere, due hanno preso posto nella storia del dramma. El Amor al uso venne adattata da Scarron e poi ancora da Thomas Corneille in L'Amour de la mode, mentre La Gitanilla de Madrid, incentrata su un racconto di Cervantes, venne utilizzata, direttamente o indirettamente, da PA Wolff, Victor Hugo e Longfellow.
I titoli delle rimanenti opere sono Triumph from Armor and Fortune, Eurídice y Orfeo, The Alcetzar del secretion, The Amazons, The Doctor Carlino, Un bobo hace ciento e Defend the Enemy. Amor y obligación è pervenuta in un manoscritto conservato alla Biblioteca Nacional.
L'Historia de la conquista de México, población y progresos de la América septentrional, conocida por el nombre de Nueva España copre i tre anni trascorsi dalla nomina di Cortés al comando della forza di invasione alla caduta della città. Fu pubblicata nel 1684 in Spagna, mentre la traduzioni in lingua francese e italiana vennero pubblicate negli anni 1690, e quella in lingua inglese, di Townshend, apparve soltanto nel 1724. Il libro fu molto conosciuto su entrambe le coste dell'Atlantico da importanti personaggi  coloniali dell'America Latina e delle colonie Britanniche. Rimase la più importante fonte di storia dell'America Latina fino agli inizi del XIX secolo.